# Паршататар
Паршататар (Paršatatar) — царь Митанни (2-я половина XV века до н. э.). Известен тем, что он был отцом следующего царя Шауштатара. Возможно, это один и тот же человек, что и Парраттарна.
| Династия царей Митанни      |                                       |                     |
| Предшественник: Парраттарна | царь Митанни ок. 1470 — 1450 до н. э. | Преемник: Шауштатар |